# Машина постійного струму

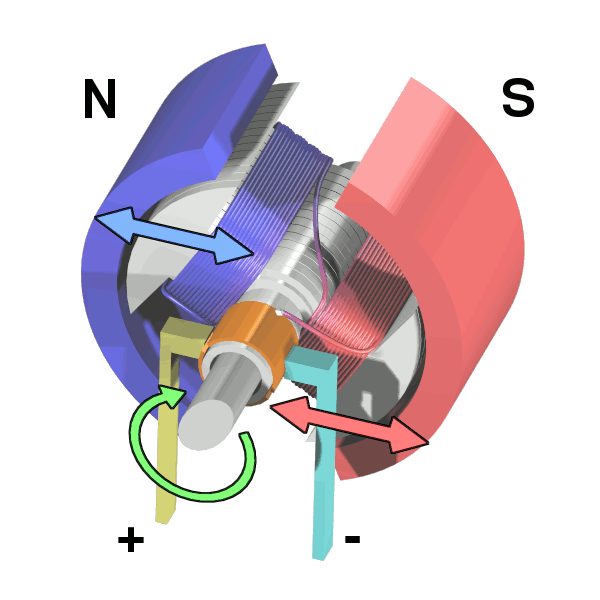
Схема найпростішого колекторного електродвигуна постійного струму з двополюсним статором і з двополюсним ротором

Машина постійного струму — електрична машина, призначена для перетворення механічної енергії в електричну постійного струму (генератор) або для зворотного перетворення (двигун). Машина постійного струму оборотна, тобто конструкція електродвигуна постійного струму така сама, як і генератора постійного струму. 
В електродвигуні явище електромагнітної індукції при взаємодії струму обмотки ротора (якоря) з основним магнітним полем зумовлює появу електромагнітного обертального моменту.
Дія генератора постійного струму ґрунтується на явищі електромагнітної індукції: збудженні змінної електрорушійної сили в обмотці ротора (якоря), при його обертанні в основному магнітному полі, створюваному обмоткою збудження на полюсах.